# Prague Sounds

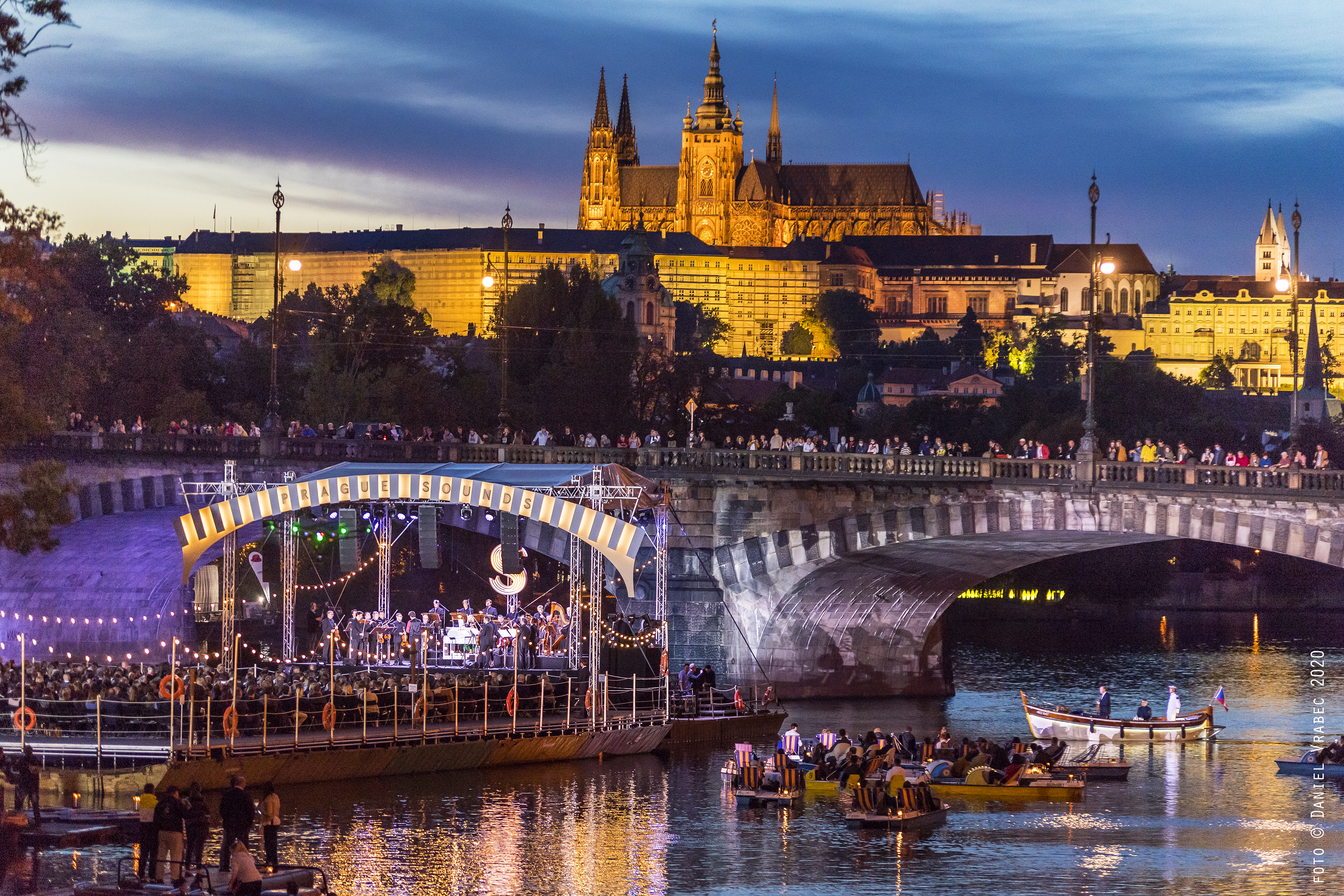
Koncert Hope for Prague v roce 2020

Prague Sounds je hudební festival. Založili ho kurátoři hudebního programu Pražského hradu Marek Vrabec a Martin Pechanec v roce 1996 pod názvem Struny podzimu. První ročník se uskutečnil v roce 1996. Konal se v měsících září až listopad v Praze. Svým programem oslovoval široký okruh publika a vytvářel tak prostor pro setkávání milovníků klasické hudby, jazzu i world music. Po čtvrtstoletí existence však festival podle organizátorů svůj původní název přerostl. V současné době už na něm totiž nezní jen struny, ale důsledně kurátorovaný výběr hudby bez ohledu na žánry. V roce 2022 se tak festival přejmenoval na Prague Sounds.
Festival v Praze uvedl řadu ikonických hudebních osobností a systematicky představuje také novou generaci umělců. Festivalová dramaturgie respektuje minulost, žije současností a směřuje do budoucnosti.
Mezi osobnostmi festivalu lze najít jazzové umělce, jakými jsou např. Wayne Shorter, Herbie Hancock, Sonny Rollins nebo Ahmad Jamal. Ze skladatelských osobností festival navštívili např. Steve Reich a Terry Riley. Nadžánrovost festivalu ilustrují i koncerty, které obstarali hiphopoví De La Soul nebo česká hudební legenda Jiří Suchý. Program Prague Sounds ovšem uvádí také představitele soudobých scén od experimentálního hip-hopu a elektroniky (např. Shabazz Palaces, Young Fathers) přes jazzmany (např. Robert Glasper, Brad Mehldau, Jason Moran) až po mezižánrové novátory (např. Lambchop, Punch Brothers). Všechny jmenované představil festival v České republice vůbec poprvé.
Prague Sounds rovněž iniciuje nové projekty a produkce, jako koncertní provedení hudby Zdeňka Lišky k Marketě Lazarové. Festival vytváří i podněty pro umělecká setkání, která se mohou ukázat jako zásadní, například shledání Gregoryho Portera s českým hammondkářem Ondřejem Pivcem vedlo až ke společnému nahrávání desky oceněné Grammy a další dlouhodobé spolupráci.
Festival pořádá také koncerty na plovoucí scéně přímo na hladině Vltavy. Plovoucí scéna Prague Sounds je unikátní festivalový počin, který nabízí jednou do roka možnost zažít koncerty světových umělců v kulise historické Prahy. Vznikla jako reakce festivalu na pandemii koronaviru v roce 2020. Koncert nazvaný Prague Sounds / Hope for Prague, na němž zahrál britský houslista Daniel Hope, přitáhl tehdy pozornost světových médií. Koncert zaznamenala Česká televize, informovala o něm i agentura Reuters, odvysílal jej mezinárodní kulturní televizní kanál TV arte a do své nabídky ho zařadilo německé vydavatelství Deutsche Grammophon. V následujících letech tu vystoupil například violoncellista Yo-Yo Ma či Lizz Wright.